# Baños de Nezahualcoyotl
En el Estado de México al interior del municipio de Texcoco dentro de la Zona Arqueológica de Tezcutzingo o "Sistema Tecotzinco" con coordenadas N 2155920.594 metros E 518850.644 metros importante área protegida que ostenta la categoría de Reserva Natural decretada por el Gobierno Estatal el 4 de junio de 2001 con una superficie de 122 hectáreas, en los actuales trigales de San Miguelito, así como los vergeles y huertas de San Nicolás Tlaminca (nombre derivado del templo edificado en el centro de la población por los misioneros franciscanos daurante el proceso de evangelización y dedicado al santo homónimo de la Iglesia Católica), se encuentra ubicado el cerro conocido como Baño del Rey o Baños de Nezahualcóyotl, fragmento del complejo arquitectónico tipo escalinata que comprende el primer jardín botánico construido entre los años 1453 y 1466 bajo el mandato del poeta y tlatoani (1429- 1472) Acolmiztli Nezahuacóyotl ('Coyote que ayuna' en náhuatl).
Una parte importante de la información que tenemos en torno al recinto y las especies vegetales conservadas, se puede rastrear en la obra de Fernando de Alva Ixtlixóchitl Historia de la Nación Chichimeca,  en la Historia de los indios de la Nueva España del primer cronista de Texcoco Fray Toribio de Benavente 'Motolinía'
A finales del siglo XVI, el fraile dominico Domingo de Betanzos junto con un grupo de feligreses católicos arrasó con una gran extensión del célebre jardín y fue rehabilitado por la arqueóloga del Instituto Nacional de Antropología e Historia (INAH) Teresa García García.